# Medvednica
Medvednica (« montagne aux ours ») est un massif montagneux situé au nord de Zagreb, en Croatie. Le point culminant de cette montagne est le Sljeme.

## Géologie
La montagne a été, aux Miocène et Pliocène, une île au sein de la mer de Pannonie.

## Histoire

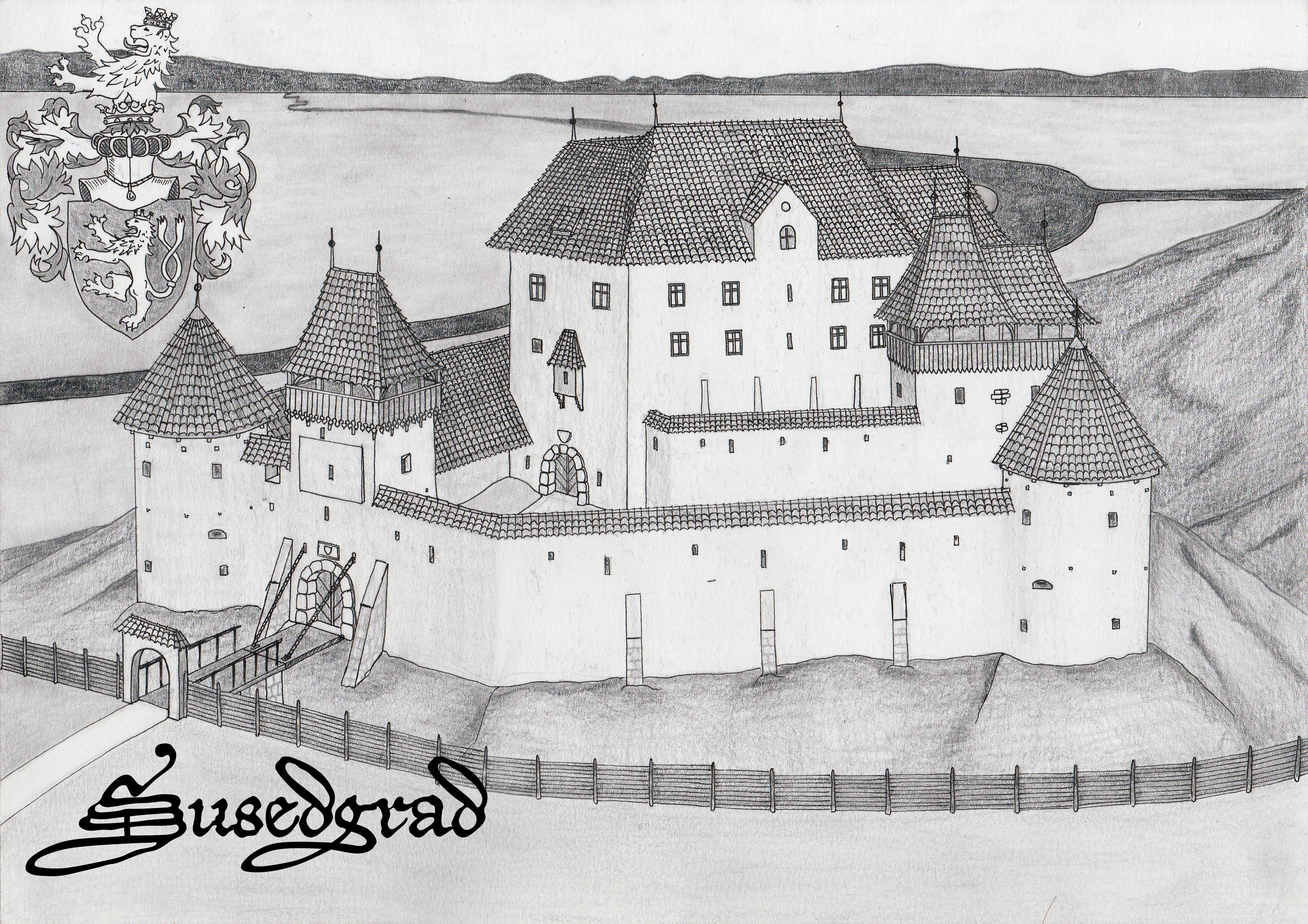
Reconstitution de Medvedgrad.

Au sommet, se dressent les ruines du château et forteresse de Medvedgrad (« Ville aux ours ») construite en 1259-1254 après l'invasion de Zagreb par les Mongols et détruite par les séismes de 1590 et 1699, les ruines de la Villa Rebar (en) (1932-1979), et depuis 1994 l'Oltar domovine (de), autel de la patrie croate et également mémorial aux morts de la guerre de Bosnie-Herzégovine (1991-1995).

## Actualité
Ce lieu d'excursion (automobile ou randonnée pédestre) est partiellement classé parc naturel (de) (zone naturelle protégée) en 1981.
L'accès, de 1963 à 2007 et depuis 2022, peut se faire par le téléphérique touristique de Sljeme d'une longueur de 5 km. Un lodge assure un accueil (restauration, hébergement, selon la saison). 
Une station de ski a été aménagée, avec trois remontées mécaniques. Depuis 2005, s'y tiennent des compétitions de slalom, dont le Snow Queen Trophy (Snježna kraljica).